# Acqua intermedia dell'Artico
L'Acqua intermedia dell'Artico (nella letteratura scientifica abbreviata in AIW, acronimo dell'inglese Arctic Intermediate Water) è una massa d'acqua situata tra la fredda e relativamente fresca acqua polare superiormente, e l'acqua di profondità del dominio artico, delimitato dal fronte polare e dal fronte artico. La quantità della AIW è relativamente piccola in confronto ad altre masse d'acqua e ha una limitata influenza al di fuori del dominio artico.

## Caratteristiche
La AIW si può suddividere in due porzioni, l'inferiore e la superiore. La porzione inferiore è la massa d'acqua con un massimo di temperatura e salinità situato a 250~400 m di profondità, appena al di sopra dell'acqua profonda dell'Artico, con una temperatura che varia tra 0 e 3 °C e una salinità superiore a 34,9 psu (practical salinity unit, l'unità di misura della salinità).
La porzione superiore dell'AIW è uno strato più denso, compreso tra l'acqua fredda di superficie e l'AIW inferiore. È caratterizzata da temperature al di sotto di 2 °C e un range di salinità compreso tra 34,7 e 34,9 psu. La porzione superiore è in genere situata tra 75 e 150 m di profondità, subito al disotto dell'acqua artica di superficie (ASW). In inverno può trovarsi anche alla superficie del mare.
Ci possono essere sovrapposizioni di densità tra le due porzioni dell'AIW in funzione dome vengono definite. Ad esempio, nel Mare di Norvegia è stato trovato uno strato di salinità inferiore a 34,9 psu al di sotto della massa d'acqua avente il massimo di temperatura e salinità.

## Formazione
Viene generalmente accettato che la AIW si formi e si modifichi nella parte settentrionale del dominio artico. Nel suo movimento da nord a sud lungo la scarpata continentale della Groenlandia, la temperatura e la salinità della AIW tendo a diminuire a causa del mescolamento con l'acqua fredda di superficie.
La porzione inferiore è prodotta dal raffreddamento e dalla subsidenza dell'acqua dell'Atlantico (AW), che ha in genere una salinità superiore a 35, e dell'acqua polare intermedia (PIW) che ha una temperatura inferiore a 0 °C e una salinità compresa tra 34,4 e 34,7.

## Variazioni stagionali
Il quantitativo della AIW varia in funzione delle stagioni. Ad esempio, la porzione superiore della AIW in Islanda aumenta dal 10% del volume totale in autunno, fino al 21% in inverno. Anche il quantitativo totale sia della AIW che della sua porzione inferiore mostrano una significativa diminuzione tra l'estate e l'inverno. Processi similari sono stati identificati anche nel Mare di Groenlandia, anche se con una minore formazione dello strato superiore.